# Ronney Pettersson
Ronney Pettersson (26. dubna 1940 – 26. září 2022) byl švédský fotbalový brankář.

## Fotbalová kariéra
Začínal v týmu IFK Skövde. Ve švédské lize chytal za Djurgårdens IF, nastoupil ve 114 ligových utkáních a s týmem v roce 1966 vyhrál švédskou ligu. V Poháru mistrů evropských zemí nastoupil ve 2 utkáních a ve Veletržním poháru nastoupil ve 2 utkáních. Za reprezentaci Švédska nastoupil v letech 1966–1969 v 17 utkáních. Byl členem švédské reprezentace na Mistrovství světa ve fotbale 1970, ale zůstal jen mezi náhradníky.

## Ligová bilance
| Ročník                 | Zápasy | Góly | Klub           |
| ---------------------- | ------ | ---- | -------------- |
| 1. švédská liga 1959   | 0      | 0    | Djurgårdens IF |
| 1. švédská liga 1960   | 0      | 0    | Djurgårdens IF |
| 2. švédská liga 1961   | -      | -    | Djurgårdens IF |
| 1. švédská liga 1962   | 1      | 0    | Djurgårdens IF |
| 1. švédská liga 1963   | 1      | 0    | Djurgårdens IF |
| 1. švédská liga 1964   | 0      | 0    | Djurgårdens IF |
| 1. švédská liga 1965   | 2      | 0    | Djurgårdens IF |
| 1. švédská liga 1966   | 22     | 0    | Djurgårdens IF |
| 1. švédská liga 1967   | 22     | 0    | Djurgårdens IF |
| 1. švédská liga 1968   | 22     | 0    | Djurgårdens IF |
| 1. švédská liga 1969   | 22     | 0    | Djurgårdens IF |
| 1. švédská liga 1970   | 22     | 0    | Djurgårdens IF |
| 2. švédská liga 1976   | –      | –    | Hudiksvalls FF |
| 2. švédská liga 1977   | –      | –    | Hudiksvalls FF |
| CELKEM 1. švédská liga | 114    | 0    |                |